# 總舖師
總舖師，或總鋪師 ，是台灣的餐飲業職稱之一，指辦桌服務（類似西方的外燴）中負責掌廚的廚師。

## 語源
臺語中，稱廚師為總鋪、總舖、總傅、饌傅、總庖、掌庖，又稱屠煮、屠子、刀煮、刀子。台灣民俗，在專業工匠名稱後，會加上師（sai），作為一種尊稱。總舖師，是一個對於具備烹飪技能的廚師的敬稱，相當於現代的主廚，行政主廚或料理長。
在辦桌活動中，總舖師負責決定與主導整個宴會的菜色與流程。在總舖師之下，是一般的廚師，通常是跟在總舖師身邊的學徒。在專業的廚師之外，還有一些來幫忙切菜、洗碗、上菜、打掃的臨時幫傭，台灣南部稱水腳，北部則稱小工，或女工。

## 歷史
總舖師的歷史起源不明。台灣民間在喜慶及佳節時，各村莊有一同聚餐的習俗，通常是由村莊居民自行料理，再分享給村莊裏的居民。
1970年代，出現了現代的辦桌活動，推動這股風潮的總舖師可能起源於高雄市內門區，有位名叫湯豬腳的總舖師，他積極訓練弟子，等出師後自立門戶，讓弟子再收徒弟，以這種方式讓總舖師快速擴展到台灣各地。至2005年，全區仍有超過150位總舖師，每五戶就有一戶以辦桌為職業。2001年起，台灣交通部觀光局將內門的辦桌列為「臺灣地區十二項大型地方節慶活動」之一。

## 著名人物
- 林添盛

## 外部連結
- 劉仁健-總鋪師（tsɔŋ`-p‘ɔʟ-sai）──廚師 （页面存档备份，存于）